# Língua ge'ez
O ge'ez ou gueês (ግዕዝ, transl. gəʿəz, AFI [ɡɨʕɨz]), também chamado de etíope, é uma antiga língua semítica que se desenvolveu na atual região da Eritreia e norte da Etiópia no Chifre da África, como a língua dos camponeses. Posteriormente a língua gueês veio a se tornar a língua oficial do Reino de Axum e da corte imperial da Etiópia.
Hoje o ge'ez permanece como língua litúrgica da Igreja Ortodoxa Tewahido da Etiópia, da Igreja Ortodoxa Tewahido da Eritreia, da  Igreja Católica Etíope, da Igreja Católica Eritreia e também da Beta Israel (judeus etíopes). No entanto, na Etiópia o amárico (a principal língua franca nesse país) ou outras línguas locais, na Eritreia e região de Tigré na Etiópia o tigrínia pode ser usado em sermões.

## Fonologia

### Vogais
- a /æ/, posterior *e < Proto-Semítico *a
- u /uː/ < Proto-Semítico *ū
- i /iː/ < Proto-Semítico *ī
- ā /aː/, posterior *a < Proto-Semítico *ā
- e /eː/ < Proto-Semítico *ay
- i /i/ < Proto-Semítico *i, *u
- o /oː/ < Proto-Semítico *aw

Também transliteradas como ǎ, û, î, â, ê, ě, ô.

### Consoantes
As consoantes do ge'ez possuem uma tríplice entre, muda, sonora, e ejetiva (ou enfática) obstruentes. A ênfase proto semítica no ge'ez têm sido generalizada para incluir a consoante enfática p̣. O gueês possui consoantes labiovelares  derivadas dos bifonemas do proto-semítico. As consoantes do ge'ez ś ሠ sawt (em amárico, também chamada śe-nigūś, i.e. a letra se usada para escrever a palavra nigūś "rei") foi reconstruída como derivada da letra proto-semítica muda lateral fricativa [ɬ], mantida como um fonema distinto em outras línguas semíticas. Tal como o árabe, o ge'ez fundiu as letras semíticas š e s na ሰ (também chamada se-isat: a letra se usada para se escrever a palavra isāt "fogo"). De forma geral, a fonologia ge'ez é comparativamente conservadora, os únicos outros contrastes fonológicos perdidos podem ser as consoantes interdentais fricativas e a consoante gaim (ﻍ).
No quadro abaixo, são mostrados os valores do IPA. Quando a transcrição é diferente do IPA, o caractere é mostrado em parênteses.
|             |             | Labial | Dental | Dental      | Palatal | Velar  | Velar    | Uvular | Farin- geal | Glotal |
| plana       | lateral     | Labial | plana  | labializada | Palatal |        |          | Uvular | Farin- geal | Glotal |
| ----------- | ----------- | ------ | ------ | ----------- | ------- | ------ | -------- | ------ | ----------- | ------ |
| Nasal       | Nasal       | m      | n      |             |         |        |          |        |             |        |
| Plosiva     | Muda        | p      | t      |             |         | k      | kʷ       |        |             | ʔ <’>  |
| Plosiva     | Expressa    | b      | d      |             |         | g      | ɡʷ       |        |             |        |
| Plosiva     | Enfática1   | pʼ <p̣> | tʼ <ṭ> |             |         | kʼ <ḳ> | kʷʼ <ḳʷ> |        |             |        |
| Africada    | Enfática    |        | ʦʼ <ṣ> |             |         |        |          |        |             |        |
| Fricativa   | Muda        | f      | s      | ɬ <ś>       |         |        |          | χ <ḫ>  | ħ <ḥ>       | h      |
| Fricativa   | Expressa    |        | z      |             |         |        |          |        | ʕ <‘>       |        |
| Fricativa   | Enfática    |        |        | ɬʼ <ṣ́>      |         |        |          |        |             |        |
| Trill       | Trill       |        | r      |             |         |        |          |        |             |        |
| Aproximante | Aproximante |        |        | l           | j <y>   |        | w        |        |             |        |

1. Consoantes enfáticas são ejetivas. Como no caso do árabe, enfáticas velares podem ser fonéticamente uvulares ([q] e [qʷ].

## Sistema de escrita

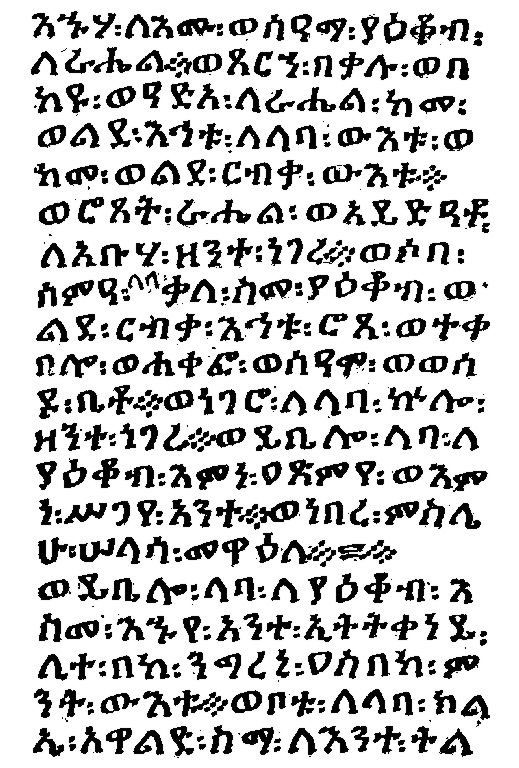
em ge'ez

A língua ge'ez é escrita com o alfabeto etíope, um abugida, esse sistema de escrita foi originariamente desenvolvido para escrever o ge'ez. Em outras línguas que também usam esse alfabeto, como amárico e tigrínia, essa escrita é chamada Fidäl, que significa justamente escrita ou alfabeto.
Diferente das outras escritas semíticas, o ge'ez é escrito da esquerda para a direita.
A escrita ge'ez tem sido adaptada para escrever outras línguas, geralmente semíticas. A mais difundida a usar essa escrita é o amárico na Etiópia e o tigrínia na Eritreia e Etiópia. A escrita ge'ez também tem sido usada para se escrever as sebatbeit, me'en, agew e muitas outras línguas na Etiópia. Na Eritreia é usado para escrever a língua tigré, e a língua blin, uma língua cuchítica. Algumas outras línguas do Chifre da África como o oromo, usaram o ge'ez mas mudaram para ortografias baseadas no alfabeto latino.
Essa escrita possui 26 consoantes básicas usadas para se escrever o ge'ez:
| translit. | h | l | ḥ | m | ś | r | s | ḳ | b | t | ḫ | n | ʾ |
| Ge'ez     | ሀ | ለ | ሐ | መ | ሠ | ረ | ሰ | ቀ | በ | ተ | ኀ | ነ | አ |

| translit. | k | w | ʿ | z | y | d | g | ṭ | p̣ | ṣ | ṣ́ | f | p |
| Ge'ez     | ከ | ወ | ዐ | ዘ | የ | ደ | ገ | ጠ | ጰ | ጸ | ፀ | ፈ | ፐ |

O ge'ez também usa 4 caracteres para as consoantes lábio-velares, que são variantes de consoantes velares não labializadas. 
| Símbolo básico       | ḳ  | ḫ  | k  | g  |
| Símbolo básico       | ቀ  | ኀ  | ከ  | ገ  |
| Variante labializada | ḳw | ḫw | kw | gw |
| Variante labializada | ቈ  | ኈ  | ኰ  | ጐ  |

## História e literatura
A literatura ge'ez é dominada pela Bíblia, incluindo o Deuterocânon. Muitos dos importantes trabalhos são trabalhos da Igreja Ortodoxa Tewahido da Etiópia, que incluem a liturgia cristã (orações, hinos), história e vida dos santos, e literatura patriarcal.  Essa orientação religiosa da literatura ge'ez foi resultado do fato de a educação tradicional ser responsabilidade dos padres e monges. "A igreja assim constituiu a custódia da cultura da nação", nota Richard Pankhurst, que assim descreve a educação tradicional:
A educação tradicional é largamente baseada na bíblia. Isso começou com o aprendizado do alfabeto, ou melhor, silabário... Um estudante do segundo grau teria de memorizar o primeiro capítulo da Primeira Epístola de João em ge'ez. O estudo da escrita também poderia começar nesse estágio, com a adição da aritmética. No terceiro estágio os Atos dos apóstolos eram estudados, enquanto certos fiéis também haviam aprendido, a escrita e aritmética continuavam... O quarto estágio começava com o estudo dos Salmos de Davi e era considerado um importante marco na educação infantil, sendo celebrado pelos parentes com um banquete no qual eram convidados o professor, parentes, vizinhos e amigos. Um garoto que alcança esse estágio poderia além do mais ser capaz de escrever e ocasionalmente atuar como escritor de cartas.
Trabalhos em história e cronografia, leis civis e eclesiásticas, filologia, medicina, e correspondências eram escritas em ge'ez.
A coleção etíope da Biblioteca Britânica compreende a mais de 800 manuscritos datando do século XV ao XX, notavelmente incluindo rolos mágicos e divinatórios, e manuscritos iluminados dos séculos 16 e 17. A coleção foi iniciada com a doação de 74 códices pela Sociedade Eclesiástica Missionária Inglesa nos anos de 1830 a 1840, e substancialmente expandida para 349 códices, levados para os britânicos da capital de Tewodros II em Magdala na expedição de 1868 na Abissínia.

### Origens
O ge'ez é classificado como uma língua semítica meridional. Essa língua evoluiu do antigo ancestral proto-etio-semítico usado para escrever inscrições reais do reino de D'mt em epigráfico árabe meridional. Como membro da família arábica meridional, o ge'ez está intimamente relacionada à língua sabeana, e o alfabeto ge'ez posteriormente substituiu o epigráfico árabe meridional no Reino de Axum (o epigráfico árabe meridional foi usado em poucas inscrições até o século XVIII) mas não foi usada em nenhuma outra língua árabe meridional desde o reinado de Dʿmt). Antigas inscrições em ge'ez e no alfabeto ge'ez tem sido datadas  do século V a.C., e uma variedade de escritas proto-ge'ez escritas em ESA desde o século XVIII. A literatura ge'ez propriamente dita começou com a cristianização da Etiópia (e da civilização de Axum) no século IV, durante o reinado de Ezana.

### Séculos V ao VII
Quase todos os textos do antigo período axumita são de natureza cristã, muitos deles traduções do grego, siríaco e posteriormente do árabe. A tradução da bíblia cristã foi feita por monges sírios conhecidos como ‘’os nove santos’’, que foram à Etiópia no século V fugindo da perseguição dos monofisistas bizantinos. A bíblia etiópica contém 81 livros, 46 do velho testamento e 35 do novo. Esse conjunto de livros é chamado "deuterocânone" (ou "apócrifo" de acordo com certas teologias ocidentais) como a Ascensão de Isaías, Jubileus, Enoque, o Paralipomena de Baruque, Noé, Esdras, Neemias, Macabeus, Moisés e  Tobias. O livro de Enoque em particular é notável, pois seu texto completo não sobreviveu em nenhuma outra língua.
Também desse peródo data Qerlos, uma coleção de escritos cristãos começando com o tratado de São Cirilo conhecido como Haimanot Rete’et, ou De Recta Fide, a fundação teológica da Igreja Etíope. Outro trabalho notável é Sher'ata Paknemis, uma tradução das regras monásticas do Pacômio. Trabalhos não religiosos desse período incluem o Physiologus, um trabalho de história natural também popular na Europa.

### Séculos XIII XIV
Após o declínio dos axumitas, um período de decadência se iniciou; nenhum trabalho sobreviveu que pudesse ser datado do período do século VIII até o século XII. Apenas com a ascensão da dinastia salomônica por volta de 1270 podemos encontrar evidências de autores escrevendo seus trabalhos. Alguns escritores consideram esse período do século XIV como a "era de ouro" da literatura ge'ez – apesar de a essa altura o ge'ez não ser mais uma língua viva. Enquanto há uma ampla evidência de uma substituição pela língua amárica no sul e pelas línguas tigrínia e tigré no norte, o ge'ez permaneceu como a língua oficial na escrita até o século XIX, um status comparável ao do latim medieval na Europa.
Importantes hagiografias desse período incluem:
- o Gadle Sama’etat  "Atos dos mártires"
- o Gadle Hawaryat  "Atos dos apóstolos"
- o Senkessar ou Synaxarium, traduzido como "O Livro dos Santos da Igreja Etíope"
- As vidas de Santo Antônio, São Jorge, São Tacla Haimanote, Santo Gabra Manfas Qeddus.

Também nessa época foram traduzidas para o ge'ez as constituições apostólicas que deram um novo conjunto de leis para a Igreja Etíope. Uma outra tradução desse período é Zena 'Ayhud, uma tradução (provavelmente do árabe) da História dos judeus (Sefer Yosephon) José bem Guriom escrita no século X, que relata o período do cativeiro até a captura de Jerusalém por Tito.
A parte desses trabalhos teológicos, as mais antigas crônicas reais da Etiópia são datadas do reinado de Ámeda-Sion I (r. 1314–44). Com o aparecimento dos "Cânticos Vitorianos" de Ámeda-Sion, esse período também marca o início da literatura amárica.
No século XIV o Kəbrä Nägäst ou "Glória dos Reis" de Nebura’ed Yeshaq Axum é um dos mais significantes trabalhos da literatura etíope, combinando história, alegoria e simbolismo em um remake da história da rainha de Sabá, rei Salomão, e seu filho Menelique I. Um outro trabalho que teve início nessa época é Mashafa Aksum ou "Livro de Axum".

### Séculos XV-XVII
No início do século XV o Fekkare Iyasus,  "As explicações de Jesus" contém a profecia de um rei chamado Teodoro, que se tornou conhecido no século XIX na Etiópia como Teodoro II tendo escolhido esse nome para seu reinado.
A literatura floresceu especialmente durante o reinado do imperador Zara-Jacó. Foram escritos pelo próprio imperador Matshafa Berhan ("O Livro da Luz") e Matshafa Milad ("O Livro da Natividade"). Numerosas homilias foram escritas nesse período, notavelmente Retu’a Haimanot ("Verdadeira Ortodoxia") atribuída a John Chrysostom. Também é de grande importância a tradução do Fetha Negest ("Leis dos reis"), que teria se dado em 1450, sendo atribuída a Pedro Abda Saíde — que mais tarde se tornou a lei suprema da Etiópia, até ser substituída pela moderna constituição de 1930.
No início do século XVI, as invasões islâmicas puseram um fim na evolução da literatura etíope.
Uma carta de Aba Embacom (ou "Habacuque") ao imame Amade ibne Ibraim, intitulada Anqasa Amin ("Porta da Fé"), dando suas razões para o abandono do islã, no entanto é provável que tenha sido escrita primeiro em árabe e mais tarde reescrita e expandida em uma versão ge'ez por volta de 1532, é considerada um dos clássicos da literatura ge'ez. Durante esse período, escritores etíopes começaram a fazer uma distinção entre a Igreja Etíope e a Igreja Católica Romana em trabalhos como As confissões do imperador Cláudio, Sawana Nafs ("Refúgio da Alma"), Fekkare Malakot ("Exposição da Cabeça de Deus") e Haymanote Abaw ("A Fé dos Pais"). Por volta do ano 1600, um grande número de obras foram traduzidas do árabe para o ge'ez pela primeira vez, incluindo a crônica de João de Niciu e a História Universal de Jirjis ibne Alamide Abil Uacir (também conhecido como al-Makin).

## Exemplo
A primeira sentença do Livro de Enoque:
ቃለ፡ በረከት፡ ዘሄኖክ፡ ዘከመ፡ ባረከ፡ ኅሩያነ፡ ወጻድቃነ፡ እለ፡ ሀለው፡ ይኩኑ፡
በዕለተ፡ ምንዳቤ፡ ለአሰስሎ፡ ኲሉ፡ እኩያን፡ ወረሲዓን።
Ḳāla barakat za-Hēnok zakama bārraka ḫirūyāna waṣādiḳāna ʾila halaw yikūnū
baʿilata mindābē laʾasaslō kʷīlū ʾikūyān warasīʿān
"Palavra de bênção de Henok, no qual ele abençoa o escolhido e íntegro que sobreviveria o dia da tribulação e a eliminação de todos os malfeitores e ímpios."

## Leitura

### Gramática
- Aläqa Tayyä, Maṣḥafa sawāsəw. Monkullo: Swedish Mission 1896/7 (E.C. 1889).
- Chaîne, Marius, Grammaire éthiopienne, Nouvelle édition, Beyrouth: Imprimerie catholique 1938.
- Cohen, Marcel, "la pronunciation traditionelle du Guèze (éthiopien classique)", in: Journal asiatique (1921) Sér. 11 / T. 18 (electronic version in Gallica digital library of the Bibliothèque nationale de France PDF).
- Dillmann, August; Bezold, Carl, Ethiopic Grammar, 2nd edition translated from German by James Crichton, London 1907. ISBN 1-59244-145-9 (2003 reprint). (Published in German: ¹1857, ²1899).
- Gäbrä-Yohannəs Gäbrä-Maryam, Gəss - Mäzgäbä-ḳalat - Gə'əz-ənna Amarəñña; yä-Gə'əz ḳʷanḳʷa mämmariya (A Grammar of Classical Ethiopic). Addis Ababa 2001/2002 (E.C. 1994)
- Gene Gragg "Ge`ez Phonology," in: Phonologies of Asia and Africa (Vol 1), ed. A. S. Kaye & P. T. Daniels, Eisenbrauns, Winona Lake, Indiana (1997).
- Kidanä Wäld Kəfle, Maṣḥafa sawāsəw wagəss wamazgaba ḳālāt ḥaddis ("A new grammar and dictionary"), Dire Dawa: Artistik Matämiya Bet 1955/6 (E.C. 1948).
- Lambdin, Thomas O., Introduction to Classical Ethiopic, Harvard Semitic Studies 24, Missoula, Mont.: Scholars Press 1978.  ISBN 0-89130-263-8.
- Praetorius, Franz, Äthiopische Grammatik, Karlsruhe: Reuther 1886.
- Stefan Weninger, Ge‘ez grammar, Munich, ISBN 3-929075-04-0 (1st edition), ISBN 3-89586-604-0 (2nd revised edition).
- Tropper, Josef, Altäthiopisch: Grammatik der Ge'ez mit Übungstexten und Glossar, Elementa Linguarum Orientis (ELO) 2, Münster: Ugarit-Verlag 2002. ISBN 3-934628-29-X

### Literatura
- Taddesse Adera, Ali Jimale Ahmed (eds.), Silence Is Not Golden: A Critical Anthology of Ethiopian Literature, Red Sea Press (1995), ISBN 0-932415-47-4.
- Jon Bonk, Annotated and Classified Bibliography of English Literature Pertaining to the Ethiopian Orthodox Church,  Atla Bibliography Series, Scarecrow Pr (1984), ISBN 0-8108-1710-1.
- Dillmann, August, Chrestomathia Aethiopica. Leipzig 1866.

### Dicionários
- Dillmann, August, Lexicon linguæ Æthiopicæ cum indice Latino, Lipsiae 1865.
- Leslau, Wolf, Comparative Dictionary of Geez (Classical Ethiopic): Geez-English, English-Geez, with an Index of the Semitic Roots, Wiesbaden: Harrassowitz 1987.  ISBN 3-447-02592-1.
- Leslau, Wolf, Concise Dictionary of Ge‘ez (Classical Ethiopic), Wiesbaden: Harrassowitz 1989.  ISBN 3-447-02873-4.
- Ludolf, Hiob, Lexicon Aethiopico-Latinum, Ed. by J. M. Wansleben, London 1661.
- Wemmers, J., Lexicon Aethiopicum, Rome 1638.